# Quartiere Maroncelli
Il quartiere Maroncelli è un moderno quartiere della frazione di Santa Maria delle Mole, situata nel comune di Marino in provincia di Roma, nell'area dei Castelli Romani.
Il quartiere prende nome dalla sua strada principale, via Pietro Maroncelli. L'edificazione intensiva e più o meno pianificata delle case è iniziata negli anni settanta ed ottanta del Novecento, nell'area del territorio comunale ai margini estremi del Parco Regionale dell'Appia Antica, ai confini con i comuni di Ciampino e Roma.
Nel quartiere hanno sede alcuni fondamentali servizi della frazione come l'ufficio postale e l'Istituto Comprensivo dedicato all'omonimo quartiere, che comprende scuola materna, primaria e secondaria di primo grado. Inoltre, vi è il parco pubblico Falcone e Borsellino, dedicato nel 1992 ai due giudici siciliani uccisi dalla mafia.